# Ланкашир
Ла́нкашир (англ. Lancashire, /ˈlæŋkəˌʃə/ или /ˈlæŋkəˌʃɪə/) — церемониальное неметрополитенское графство в Северо-Западной Англии на берегу Ирландского моря. 
Столица и крупнейший город — Престон. Население — 1,168 млн человек (4-е место среди графств; оценка 2007 года). Является частью герцогства Ланкашир, которое с 1413 года принадлежит британским монархам и является источником их доходов.

## География
Общая площадь территории — 3079 км² (17-е место); территория административной области — 2903 км² (16-е место).
Поверхность северной, меньшей части, расположенной между заливами Моркам и Даддон (англ.), называется Фернес (англ.). Она плоская у берегов, внутри же страны волнистая; перерезается отрогами Кумбрийских гор, достигающих 785 м высоты, например у городов Олд-Ман (англ.) и Конистон-Фелл (англ.). 
Восточные области также гористы; здесь находится длинный хребет, называемый «Становым хребтом Англии» (The Backbone of England), отделяет Ланкашир от Йорка, в остальных частях поверхность ровная. 
В северной части графства находится озеро Конистон и частично Виндермир. 
Южная и большая часть Ланкашира болотиста и своими небольшими возвышенностями соединяется с Пенинской горной цепью. В северных областях преобладает силурийская система, прерываемая гранитом и порфиром. В южной части, в долине реки Мерси пёстрый песчаник, между реками Мерси и Риббль имеется каменноугольная система. Береговые области представляют низменные полосы. 
Почва в холмистых местах — торфяная, в низменных — жирно-глинистая. Орошается реками Даддон (англ.), Льюн, Уайр, Риббль, Мерси и Ирвелль.
Климат умеренный, но очень сырой.

## Состав
В состав графства входят 2 унитарные единицы и 12 районов (англ. Non-metropolitan district): 
- Блэкберн-уит-Даруэн (унитарная единица)
- Блэкпул (унитарная единица)
- Бернли
- Пендл
- Риббл-Вэлли
- Россендейл
- Саут-Риббл
- Сити-оф-Ланкастер
- Сити-оф-Престон
- Уайр
- Уэст-Ланкашир
- Файлд
- Хиндберн
- Чорли

## Экономика
Земледелие и скотоводство развиты незначительно. Имеются медь, железо, каменный уголь, залегающий на пространстве 562 км². Ланкашир — преимущественно хлопчатобумажное графство; центр этой промышленности, занимающей до 2000 фабрик, — Манчестер, главнейший же пункт отпускной торговли графства — Ливерпуль. Целая сеть железных дорог и каналов. Есть ещё фабрики шерстяные, полотняные, чулочные, писчебумажные, химические, машиностроительные заводы и многие другие; значительно также кораблестроение. Герцогство Ланкашир почти совпадает с графством; оно имеет своего канцлера.